# Robert Tucher
Le chevalier Robert Tucher, seigneur de Blieck, est un homme politique anversois, né le 19 juillet 1587 à Anvers et mort le 4 avril 1646 à Anvers.

## Biographie
Descendant de Lancelot d'Ursel, Robert Tucher est le fils du chevalier Robert Tucher (1547-1618), seigneur de Blieck, échevin d'Anvers, et de Julienne Schetz (en) (cousine germaine de Conrad Schetz de Grobbendonck). Marié à Marie Catherine van Berchem, fille du chevalier Antoine van Berchem, échevin d'Anvers, et d'Anne de Halmale, petite-fille du bourgmestre Jean van Berchem, puis à Marie Maes, il est le père de Jean Antoine Tucher.
Licencié in utroque jure, il est bourgmestre d'Anvers en 1622, 1625-1626, 1628-1630, 1632, 1634-1635, 1637, 1640-1641.
Il fait don à la cathédrale Notre-Dame d'Anvers d'un vitrail peint par Abraham van Diepenbeeck. Il commande également à son ami Rubens deux tableaux.